# Języki tupi
Języki tupi – rodzina językowa występująca w Ameryce Południowej, zaliczana do tzw. fyli ekwatorialnej (równikowej). Dzieli się na szereg grup języków:
- języki ariquem (wszystkie wymarłe)
- języki monde (wszystkie wymarłe)
- języki ramarama (wszystkie wymarłe)
- języki yuruna (Brazylia)
- języki tupari (Brazylia)
- języki tupi-guarani wraz z językiem guarani w Paragwaju[1].

W okresie kolonialnym języki tupi wywarły znaczny wpływ na kształtowanie się słownictwa języka portugalskiego używanego w Brazylii.